# Gerra (Egito)
Gerra, atualmente chamado Maamedia (Mahammediya), é um sítio arqueológico do Antigo Egito situado na entrada do Sinai. Serviu como fortificação e desde o século III a.C. protegeu a entrada do Egito pela Palestina. Foi parcialmente destruída pelo mar. Está a leste da relevante Pelúsio. O sítio está sobre uma colina. Em 1909, o arqueólogo francês M. J. Clédat o escavou e associou erroneamente ao Monte Cássio das fontes clássicas. Em suas pesquisas, descobriu uma terma pública de gipso e tijolos cozidos, um templo tetrápilo de gipso virado para leste e situado na extremidade oriental da colina, vários túmulos, alguns nas colinas, outros na planície, pertencentes a dois cemitérios romanos e dois bizantinos e a inscrição nabateia KACIOC, que ele relacionou a Zeus Cássio.